# چارلز ای. تاتل
چارلز ای. تاتل (انگلیسی: Charles E. Tuttle; ۵ آوریل ۱۹۱۵ – ۹ ژوئن ۱۹۹۳) ناشر اهل ایالات متحده آمریکا بود.
همچنین برندهٔ جوایزی همچون نشان گنجینه مقدس شده‌است.